# Salariopsis fluviatilis
Salariopsis fluviatilis (Asso, 1801), comunemente conosciuta come cagnetta,  è un pesce d'acqua dolce appartenente alla famiglia dei Blenniidae.

## Distribuzione e habitat
È una specie diffusa nelle acque dolci dei laghi, fiumi e torrenti tributari del mar Mediterraneo; è presente in Europa meridionale, Anatolia, Cipro, medio Oriente e nella parte occidentale dell'Africa settentrionale. In Italia la sua presenza è accertata nel versante tirrenico, in Italia settentrionale (compreso il lago di Garda dove è abbondante) e nelle isole maggiori.
È bentonico come tutti i Blenniidae. Predilige acque limpide, a corrente più o meno vivace ma può vivere anche in laghi e lagune debolmente salmastre. Popola di preferenza ambienti a corrente moderata e fondi rocciosi. Non disdegna però anche fondi di fango. La caratteristica essenziale dell'ambiente è che vi siano nascondigli come anfratti rocciosi, pietre o fondali molli in cui può scavare una tana.

## Descrizione
Ha un corpo allungato e privo di squame come tutti i Blenniidae (alla cui descrizione si rimanda), in particolare è molto simile alla specie marina Salaria pavo (bavosa pavone), con cui talvolta convive nelle lagune salmastre e presso le foci. Si può però facilmente distinguere da S. pavo per l'assenza dell'ocello nero bordato di azzurro nella parte posteriore della testa che in Salariopsis fluviatilis è sostituito da alcune linee di piccoli punti scuri che partono dall'occhio e si dirigono obliquamente indietro e verso il basso sulla guancia e per la presenza di una banda più chiara che parte sempre dall'occhio ma si dirige verso l'alto e indietro, obliquamente, fino alla parte posteriore della testa. Queste fasce chiare si uniscono sulla testa formando una V che si può vedere bene osservando il pesce dall'alto. Il colore di fondo è verdastro o brunastro con macchie scure sul dorso che talvolta prendono l'aspetto di strisce verticali estese nella parte alta dei fianchi e sul dorso. Il ventre è giallastro. La pinna anale ha un bordo bianco, spesso contornato da punti scuri. Il maschio adulto ha una cresta carnosa sul capo, piuttosto vistosa.
Le dimensioni non superano i 15 cm, normalmente non più di 8 cm. In certi ambienti, come il lago di Garda, la dimensione media degli individui può essere di soli 5 cm.

## Biologia
Questa specie è molto timida, si nasconde nella tana al minimo disturbo ed è difficile da individuare passando quindi spesso inosservata. Gli adulti sono solitari e territoriali. Vive fino a 5 anni ma la maggior parte delle femmine muore dopo la prima stagione riproduttiva (quindi all'età di 1 anno).

### Alimentazione
Esclusivamente carnivoro si ciba di invertebrati bentonici, soprattutto insetti.

### Riproduzione
Avviene da maggio a luglio nel lago di Garda. Nelle varie parti dell'areale la riproduzione può avvenire tra aprile e agosto, quando la temperatura dell'acqua sale sopra i 18 °C. Si riproduce la prima volta a 1 anno di età. La femmina depone le uova sotto una pietra, il maschio dopo la fecondazione fa la guardia al nido e pulisce e ossigena le uova. Le uova vengono deposte diverse volte durante la stagione, può produrne fino a 1200 (di solito non più di 300). In un nido possono essere deposte le uova da più di una femmina e dunque può ospitare uova a diverso stadio di maturazione. Le uova si schiudono in circa una settimana. Gli avannotti sono pelagici e vengono trasportati a valle dalla corrente per fermarsi in pozze tranquille dove si accrescono. A 15 mm di lunghezza assumono lo stile di vita bentonico dell'adulto.

## Pesca
Si cattura solo occasionalmente e non ha nessun valore commerciale. In passato veniva utilizzata come esca.

## Acquariofilia
Si alleva abbastanza facilmente in acquario.

## Conservazione
La specie non è globalmente minacciata ma le popolazioni locali, specie quelle fluviali, sono talvolta in regressione. Inoltre le popolazioni sono molto frammentate. Risente dell'eutrofizzazione e dell'inquinamento delle acque dei laghi, dell'introduzione di predatori alloctoni e delle modificazioni degli alvei fluviali, compreso l'eccessivo prelievo idrico durante il periodo riproduttivo. La presenza di uno stadio larvale planctonico costituisce un fattore che limita la gamma degli ambienti idonei ad ospitare la specie.

## Evoluzione
Questa specie è molto affine a Salaria pavo e si crede che si siano differenziate da un antenato comune molto eurialino in tempi relativamente recenti. La differenziazione degli habitat dei due generi è evidente e si incontrano solo di rado in ambienti di transizione tra acque dolci e marine.

## Specie affini
Salariopsis economidisi è una specie molto affine, endemica del lago Trichonis, in Grecia occidentale. Si distingue da S. fluviatilis per la presenza di alcune file di punti neri grandi sulle guance e per altri caratteri. Si tratta di una specie seriamente minacciata di estinzione, catalogata come in pericolo critico dalla Lista Rossa dell'IUCN.